# Mute Records
Mute Records est un label britannique fondé en 1978 par Daniel Miller, basé à Londres, en Angleterre. Label indépendant depuis sa création, Mute Records est racheté en 2002 par EMI. À la suite d'un accord, le label redevient indépendant en 2011, le catalogue restant la propriété d'EMI. En 2012, ce catalogue est racheté par BMG Rights Management.
La vitrine actuelle et passée de son catalogue reflète son éclectisme, comptant notamment les groupes Depeche Mode, Erasure, Yazoo, Nick Cave and the Bad Seeds, Goldfrapp, M83, The Residents, Yeasayer, ainsi que des artistes solo comme Moby et Yann Tiersen.

## Histoire

### Années 1970–1980
En 1978, le but de Daniel Miller était simplement d'y publier sa propre musique. Cette même année, il ne publie d'ailleurs qu'un seul single en vinyle, T.V.O.D. / Warm Leatherette, sous le nom de groupe The Normal. Ce titre manifeste une démarche assez expérimentale de la part de son auteur, soucieux des nouvelles technologies (utilisations des synthétiseurs, vocodeurs et de boîtes à rythmes) et avide de nouvelles tendances. Mais, rapidement, son sens des affaires combinés à sa passion pour les musiques électroniques et alternatives le conduisent à signer d'autres artistes.
En 1980, Miller sort le single Kebab-Träume du groupe allemand Deutsch-Amerikanische Freundschaft (D.A.F.), qui vient de s'installer à Londres. L'album Die Kleinen und die Bösen, sorti en 1980, est le premier album publié par le nouveau label. L'album porte le préfixe de catalogue STUMM, un jeu de mots sur le nom du label, qui signifie « muet » en allemand. Ce préfixe est utilisé pour la plupart des albums du label.
En 1980, Miller enregistre et sort le single Memphis Tennessee sous le nom de Silicon Teens. Le groupe était la réalisation par Miller d'un rêve de groupe de Mute Records dont les instruments principaux étaient des synthétiseurs. Au milieu de l'année 1980, Mute Records sort l'album des Silicon Teens, intitulé Music for Parties. À la même époque, l'artiste Fad Gadget commence à enregistrer de nouvelles démos, dont le titre Back to Nature. Celui-ci sort en single en 1980, suivi du single suivant Ricky's Hand et de l'album Fireside Favourites enregistré aux Blackwing Studios.
Le grand succès commercial de Mute Record en 1982 est Yazoo, duo formé par Vince Clarke et Alison Moyet. Après avoir quitté Depeche Mode, Clarke installe un studio dans le complexe des Blackwing Studios, où il enregistre les singles Only You et Don't Go. Cette année-là, Mute obtient une licence pour le single Fred Vom Jupiter du label allemand Atatak. Le titre est enregistré par Holger Hiller, Andreas Dorau et l'étudiante Marinas. Le single Los Ninos del Parque des Liaisons Dangereuses, également en provenance d'Allemagne, est sorti plus tard chez Mute. Les Liaisons Dangereuses comptaient parmi leurs membres Chrislo Hass, qui avait déjà fait partie du groupe allemand DAF.
Au retour d'une tournée mondiale en 1983, Depeche Mode sort le hit single Everything Counts, aux influences industrielles. Bruce Gilbert et Graham Lewis, du groupe Wire (qui avaient travaillé ensemble sous le nom de Dome), s'associent à Daniel Miller pour former un projet connu sous le nom de Duet Emmo, une anagramme de Mute et Dome. Ils sortent un album et un single de 12 pouces, tous deux intitulés Or So It Seems. Miller obtient également les droits sur le catalogue des groupes expérimentaux Throbbing Gristle, Cabaret Voltaire et Richard H. Kirk.

### 1990–2001
En mai 1990, Mute sort l'album de Mark Stewart, Metatron, qui comprend le single Hysteria. Stewart continue de travailler avec le producteur Adrian Sherwood. En 1999, Mute signe un contrat avec Goldfrapp, composé d'Alison Goldfrapp et de Will Gregory. Le duo commence à enregistrer son premier album, Felt Mountain, dans un cottage loué dans le Wiltshire, dans le sud-ouest de l'Angleterre. Goldfrapp termine l'enregistrement au bout de six mois et l'album sort en septembre 2000.
Mute devient l'un des premiers labels britanniques à avoir une présence sur Internet, sous le nom de Mute Liberation Technologies, qui commence à fonctionner comme un site FTP, un site Telnet et un système de tableau d'affichage en 1994, et qui continue à fonctionner en tandem pendant un certain nombre d'années jusqu'à ce qu'il soit mis fin à ses activités. Mute Liberation Technologies fonctionne comme un site web depuis 1995. Une nouvelle version du site est lancée en juillet 2004.
En 2001, Rough Trade célèbre le 25e anniversaire de l'ouverture de son premier magasin. Pour marquer cet anniversaire, Mute publie le coffret de quadruple album Rough Trade Shops 25 Years. La sortie de l'album a coïncidé avec dix jours d'événements spéciaux en direct à Londres. Les titres figurant sur le coffret sont soigneusement sélectionnés pour représenter certains des disques les plus vendus au cours des vingt-cinq dernières années dans les magasins Rough Trade ; il s'agit notamment d'enregistrements de Nick Cave, Joy Division et Stereolab.

### Années EMI (2002–2009)
Depuis sa création, Mute Records était un label indépendant jusqu'à son rachat par la major EMI, en mars 2002. Des clauses spéciales sont alors prévues afin de préserver l'autonomie de ses artistes ; ce qui permet à Mute Records de continuer à fonctionner dans des conditions assez similaires à celles d'avant le rachat.
Mute sort le single Dirty Sticky Floors en mai 2003, extrait du premier album solo du chanteur de Depeche Mode Dave Gahan, Paper Monsters. Gahan fait ses débuts en tant qu'auteur-compositeur sur l'album, écrit et enregistré avec l'ami de Gahan, Knox Chandler. Mute sort un autre projet solo de Depeche Mode cette année-là, Counterfeit² de Martin L. Gore, une compilation de reprises enregistrées dans le studio personnel de Gore. Les onze titres de l'album comprennent des chansons enregistrées à l'origine par Iggy Pop, John Lennon et Brian Eno.

### Années 2010
En septembre 2010, un nouveau contrat entre EMI et Daniel Miller redonne à ce dernier le contrôle de Mute qui redevient donc un label indépendant, avec toutefois EMI en actionnaire minoritaire. Dans ce nouvel accord, le catalogue Mute est alors scindé en deux : une partie reste signée chez EMI, (Depeche Mode, Goldfrapp, Kraftwerk, Richard Hawley…), tandis que l'autre retourne pleinement chez Mute (Erasure, Grinderman, Polly Scattergood, Yann Tiersen, Andy Bell, Yeasayer, Liars…). À la fin de son contrat avec EMI, en juin 2011, Depeche Mode réintègre également Mute. Le fonds de catalogue de Mute Records reste également la propriété d'EMI. Pour différencier les sorties contrôlées par EMI de celles qui le sont par Daniel Miller, ces dernières sont alors labellisés en tant que Mute Artists.
En novembre 2011, EMI et son catalogue (dont Mute Records) est lui-même acheté par Universal. Le 21 décembre 2012, nouveau coup de théâtre, le magazine musical en ligne Musicweek.com annonce que, pour respecter la législation sur la concurrence (et ainsi éviter un procès pour « abus de position dominante »), Universal est contraint de se départir d'un certain nombre de ses récentes acquisitions. À ce titre, le catalogue Mute Records est ainsi intégralement cédé à BMG Rights Management, nouveau label musical du groupe allemand Bertelsmann. Ce même mois, Depeche Mode, bien que libéré de son contrat avec EMI, annonce que son nouvel album Delta Machine sera distribué aux États-Unis par Columbia, label de Sony Music, tandis qu'en Europe, l'album sera distribué par Sony Music.
À la suite de l'acquisition d'EMI par Universal, en février 2014, Mute quitte Caroline Distribution, qui faisait partie de l'ancienne maison mère EMI, et signe un nouvel accord de distribution aux États-Unis avec Alternative Distribution Alliance, retournant à Warner Music Group, qui était sa maison américaine 20 ans plus tôt. La distribution européenne de Mute est désormais assurée par PIAS. En septembre 2014, New Order annonce avoir signé avec Mute Records pour son dixième album studio.
Le label entièrement indépendant continue de signer de nouveaux artistes tels que Lee Ranaldo ainsi que les catalogues de Throbbing Gristle et A Certain Ratio, et sort de nouveaux albums d'Erasure, Goldfrapp et Ben Frost, entre autres. En novembre 2017, le livre Mute : A Visual Document : From 1978 - Tomorrow sort en partenariat avec Thames & Hudson, le livre est nommé « livre de l'année » par Rough Trade. Toujours en 2017, le label relance le légendaire label techno NovaMute avec des sorties de Nicolas Bougaïeff et Terence Fixmer.

## Distribution

### France
De 1996 à 2007, les artistes de Mute étaient distribués en France par la société Labels (filiale de Virgin/EMI en France) qui distribuait également d'autres labels indépendants. Auparavant, Mute Records avait été distribué en France d'abord brièvement par Celluloïd en 1978, puis par Vogue (de 1978 à 1985), Virgin France (de 1985 à 1992) et Vogue/BMG (de fin 1992 à 1995). De 2008 à 2012 ce fut EMI qui se chargea de distribuer en France les artistes de Mute Records. Entre 2011 et 2015, les artistes signés sur le nouveau label de Mute, Mute Artists, sont quant à eux distribués en France principalement par le label Naïve. Depuis 2015, Mute est distribué par PIAS, tout comme le back catalogue appartenant à BMG qui est distribué sous le label Mute/BMG.

### Belgique
Avant 1986, les disques disponibles en Belgique étaient soient des importations françaises ou allemandes. À partir de 1986, Mute Records fut distribué en Belgique et dans le Benelux par Indisc. En 1995, Indisc fut racheté par CNR Music, filiale du groupe Arcade. De 1996 à 2005, PIAS Benelux reprend la distribution. À partir de 2005, à la suite du rachat de Mute records, la distribution se fait, comme au niveau européen, par EMI. Depuis 2011, les artistes signés par Mute Artists sont distribués par PIAS.

## Artistes

### Artistes actuels
- A Certain Ratio
- Alessandro Cortini
- Ben Frost
- Carter Tutti Void
- Chris Carter
- Chris Liebing
- Crime and the City Solution
- Daniel Blumberg
- Diamond Version
- Erasure
- Goldfrapp
- GUO
- HAAi
- Irmin Schmidt
- Josh T. Pearson
- K Á R Y Y N
- Komputer
- Lee Ranaldo
- Laibach
- Land Observations
- Lee Ranaldo
- Liars
- Lift To Experience
- Looper
- Lost Under Heaven
- M83
- Maps
- Mark Stewart
- Martin L. Gore
- Mick Harvey
- The Ministry of Wolves
- New Order (depuis septembre 2014)
- Nicolas Bougaïeff
- NON / Boyd Rice
- Nonpareils
- On Dead Waves
- Plastikman
- Pole
- Quinquis
- Recoil
- Roland S. Howard
- Richard H. Kirk
- ShadowParty
- Simon Bonney
- Simon Fisher Turner
- Swans
- The Pop Group
- The Clarke & Ware Experience
- VCMG
- Yann Tiersen

### Anciens artistes
- A Place to Bury Strangers
- A.C. Marias
- Add N to (X)
- The Afghan Whigs
- Anand Wilder & Maxwell Kardon
- Andy Bell
- Anita Lane
- Appliance
- Arca
- Armed Response
- Art Brut
- Apparat
- Balanescu Quartet
- Barry Adamson
- Beth Jeans Houghton & The Hooves of Destiny
- Big Deal
- Bruce Gilbert
- Citizens Utilities
- Client
- Cold Specks
- Dave Gahan (1979-2012)
- Depeche Mode (1981-2012)
- Deutsch-Amerikanische Freundschaft
- Diamanda Galás
- Die Doraus und die Marinas
- Die Krupps
- Du Blonde
- Duet Emmo
- Echoboy
- Einstürzende Neubauten
- Estrella Morente
- Fad Gadget
- Fortran 5
- Frank Tovey
- Grinderman
- He Said
- Holger Czukay
- Holger Hiller
- Hoodwink
- I Start Counting
- Inspiral Carpets
- John Came
- Jon Spencer Blues Explosion
- Katharina Franck
- Karin Elisabeth Dreijer
- Kraftwerk
- Lady and Bird
- Liaisons Dangereuses
- Luke Slater
- Mando Diao
- Miranda Sex Garden
- Mkultra
- Moby
- Modey Lemon
- Morente
- Mountaineers
- Nick Cave & Warren Ellis
- Nick Cave and the Bad Seeds
- Nitzer Ebb
- Ohi Ho Bang Bang
- Parallax
- Peach
- Phew
- Pink Grease
- Polly Scattergood
- Pull in Emergency
- Pussy Galore
- Renegade Soundwave
- Richard Hawley
- Robert Görl
- Robert Rental
- S.C.U.M
- Silicon Teens (en)
- Slick Sixty
- Smegma
- Spell
- Station 17
- The Assembly
- The Birthday Party
- The Normal
- The Residents
- The Warlocks
- These Immortal Souls
- Thirty Ought Six
- Throbbing Gristle
- Tiny Masters of Today
- Toenut
- Trent Reznor & Atticus Ross
- Vince Clarke & Paul Quinn
- Voodoo Child
- WestBam
- White Rabbits
- Wire
- XX Teens
- Yazoo
- Yeasayer
- Zola Jesus

### Sous-labels
- Blast First (1985-2007, maintenant indépendant sous le nom de Blast First Petite)
- The Grey Area (pour les rééditions, 1986- )
- Rhythm King (associé entre 1987 et 1991)
- Product Inc. (1987-1990)
- The Fine Line (pour les bandes sonores, 1988-2004, actuellement inactif)
- Mute Film (pour les sorties VHS/DVD, 1988- )
- Mute Sonet France (1988-1993, aujourd'hui disparue)
- Mute Czechoslovakia (1990-2001, aujourd'hui disparu)
- Novamute (1992-2008, 2017- )
- 13th Hour Recordings (1994-2000, probablement disparu)
- Mute Corporation (aux États-Unis) (créé en 1994)
- Trophy Records (1995-1996, uniquement pour les projets parallèles de Moby)
- Interpop (1995-2006, probablement disparu)
- Parallel Series (1996-1997, aujourd'hui indépendant)
- Future Groove (1999-2003, probablement disparu)
- Mute Tonträger (en Allemagne) (2000-2006, probablement disparu)
- Live Here Now (créé en 2004, 2009-2015, sous-label EMI sous le nom Abbey Road/Live Here Now, désormais indépendant)
- Mute Irregulars (2007-2009, probablement disparu)
- Liberation Technologies (2012-2016, actuellement inactif)